# Peters Sisters
 (juin 2017).
Si vous disposez d'ouvrages ou d'articles de référence ou si vous connaissez des sites web de qualité traitant du thème abordé ici, merci de compléter l'article en donnant les références utiles à sa vérifiabilité et en les liant à la section « Notes et références ».
Les Peters Sisters sont un trio de chanteuses américaines, actif entre 1937 et 1963.

## Biographie
Nées en Californie à Santa Monica, d'une famille de cinq enfants, Anne, Mattie et Virginia Peters partagent leur passion pour la musique composée[pas clair]. Dès leur plus jeune âge, les trois sœurs chantent à l’église et, au collège, se livrent à des numéros de danse acrobatique et de contorsionnisme. Plus tard, après leurs débuts dans des cabarets de Los Angeles, elles forment le trio des « Peters Sisters ».
Les trois jeunes filles sont remarquées par Eddie Cantor, le célèbre fantaisiste américain qui les engage dans son film Nuits d'Arabie (Ali baba goes to town), une comédie musicale.
Dans les années 1930 à 1950, les trois sœurs jouent dans différentes comédies musicales.
À partir de 1949, et jusqu'en 1963, les Peters Sisters entament une carrière musicale et sortent quelques disques en français, en anglais et en allemand, puis font une tournée en Europe, se produisant dans quelques émissions de variétés de la RTF.
En 1963, à la disparition de Mattie, le trio se sépare.
La cadette Virginia réalise une carrière solo.

## Filmographie
- 1950 : Nous irons à Paris de Jean Boyer

- 1954 : Café chantant de Camillo Mastrocinque